# معدن (تربت حیدریه)
معدن یک منطقهٔ مسکونی در ایران است که در دهستان پایین‌رخ واقع شده‌است. معدن ۸۱ نفر جمعیت دارد.